# Rolando Irusta
Rolando Irusta, né le 27 mars 1938 à Buenos Aires en Argentine, est un joueur de football international argentin, qui évoluait au poste de gardien de but.

## Biographie

### Carrière en sélection
Avec l'équipe d'Argentine, il joue un match, sans encaisser de but, le 24 septembre 1964 contre le Chili.
Il figure dans le groupe des sélectionnés lors de la Coupe du monde de 1966. Lors du mondial organisé en Angleterre, il ne joue aucun match.

## Palmarès
Lanús
- Championnat d'Argentine D2 (1) :
  - Champion : 1964.